# Кадацков, Иван Федосеевич
Иван Федосеевич Кадацков (1871 — после 1917) — донской казак, член III Государственной думы от области Войска Донского.

## Биография
Православный. Казак.
Окончил двухклассное училище.

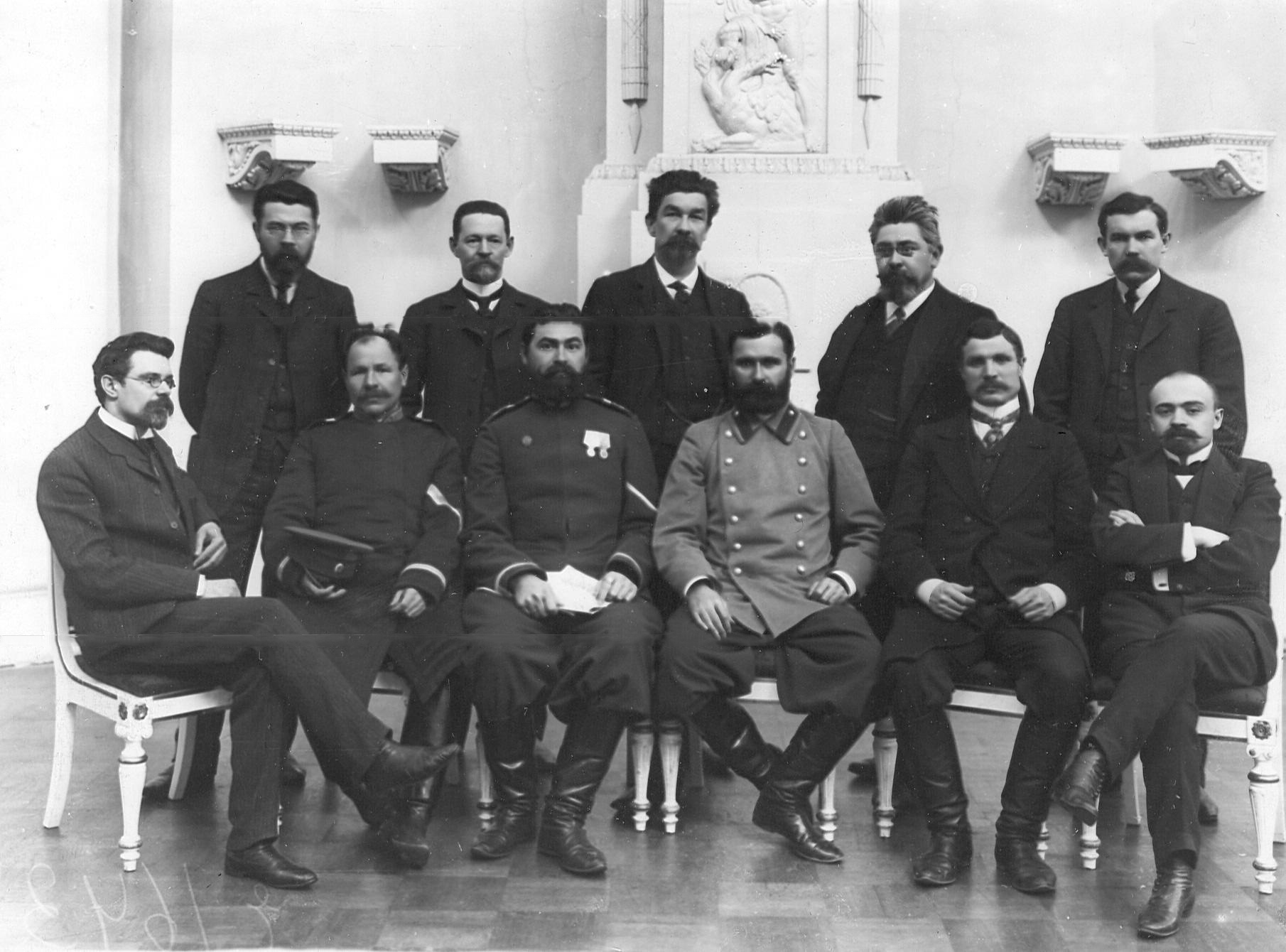
Депутаты Государственной думы Российской империи III созыва от Области войска Донского. Стоят: В. А. Харламов, В. И. Черницкий, П. Р. Пырков, И. Н. Ефремов, М. С. Воронков; сидят: Н. А. Захарьев, А. К. Петров, И. Ф. Кадацков, П. Ф. Кравцов, П. А. Плотников, М. С. Аджемов

Владел 26 десятинами казачьего паевого надела и 120 десятинами арендной земли, на которых занимался земледелием. Три года был станичным казначеем, два года — учетчиком. Затем служил помощником заведующего военно-конным участком и урядником станицы Егорлыцкой. Был женат.
В 1907 году был избран членом III Государственной думы от области Войска Донского съездом уполномоченных казачьих станиц. Входил во фракцию умеренно-правых, с 3-й сессии — в русскую национальную фракцию. Состоял членом земельной и по государственной обороне комиссий.
Дальнейшая судьба неизвестна.